# MCND
Gli MCND (엠씨엔디?) sono un gruppo musicale sudcoreano formatosi nel 2020 e composto da Castle J, Bic, Minjae, Huijun e Win. Il gruppo ha debuttato sotto l'etichetta TOP Media il 27 febbraio 2020 con l'EP Into The Ice Age.

## Formazione
- Castle J (캐슬제이) – rap, produttore
- Bic (빅) – rap, voce
- Minjae (민재) – voce
- Huijun (휘준) – voce
- Win (윈) – rap

## Discografia

### EP
- 2020 – Into the Ice Age
- 2020 – Earth Age
- 2021 – MCND Age
- 2021 – The Earth: Secret Mission Chapter.1
- 2022 – The Earth: Secret Mission Chapter.2

### Singoli
- 2020 – Top Gang
- 2020 – Ice Age
- 2020 – Spring
- 2020 – Nanana
- 2021 – Crush
- 2021 – Movin'
- 2022 – #Mood